# Gavilea australis
Gavilea australis là một loài thực vật có hoa trong họ Lan. Loài này được (Skottsb.) M.N.Correa mô tả khoa học đầu tiên năm 1956.